# Brașov Challenger
Il Brașov Challenger è stato un torneo professionistico di tennis giocato sulla terra rossa, che faceva parte dell'ATP Challenger Tour. Si è giocato annualmente a Brașov in Romania dal 1996 al 2014.

## Albo d'oro

### Singolare
| Anno | Campione                  | Finalista            | Punteggio        |
| ---- | ------------------------- | -------------------- | ---------------- |
| 1996 | Dinu Pescariu (1)         | Răzvan Sabău         | 4–6, 6–2, 6–3    |
| 1997 | Ionuţ Moldovan            | Dinu Pescariu        | 6–2, 6–4         |
| 1998 | Dinu Pescariu (2)         | Thomas Larsen        | 6–3, 3–6, 6–2    |
| 1999 | David Sánchez             | Thierry Guardiola    | 6–2, 0–6, 6–2    |
| 2000 | Alexandre Simoni          | Dick Norman          | 7–5, 6–3         |
| 2001 | Stefano Galvani           | Iván Navarro         | 6–4, 6–1         |
| 2002 | Rubén Ramírez Hidalgo     | Lovro Zovko          | 2–6, 6–1, 7–5    |
| 2003 | Daniel Elsner (1)         | Răzvan Sabău         | 6–2, 6–1         |
| 2004 | Victor Ioniţă             | Simone Bolelli       | 6–1, 7–6(3)      |
| 2005 | Daniel Elsner (2)         | Daniel Gimeno Traver | 7–5, 6–2         |
| 2006 | Marc López                | Victor Crivoi        | 4–6, 6–3, 7–6(8) |
| 2007 | Máximo González           | Olivier Patience     | 6–4, 6–3         |
| 2008 | Daniel Gimeno Traver      | Alexander Flock      | 4–6, 6–4, 6–4    |
| 2009 | Thiemo de Bakker          | Pere Riba            | 7–5, 6–0         |
| 2010 | Éric Prodon               | Jaroslav Pospíšil    | 7–6(1), 6–3      |
| 2011 | Benoît Paire              | Maxime Teixeira      | 6–4, 3–0 rit.    |
| 2012 | Andreas Haider-Maurer (1) | Adrian Ungur         | 3–6, 7–5, 6–2    |
| 2013 | Andreas Haider-Maurer (2) | Gerald Melzer        | 6(9)–7, 6–4, 6–2 |
| 2014 | Andreas Haider-Maurer (3) | Guillaume Rufin      | 6–3, 6–2         |

### Doppio
| Anno | Campioni                                         | Finalisti                                     | Punteggio            |
| ---- | ------------------------------------------------ | --------------------------------------------- | -------------------- |
| 1996 | George Cosac (1) Dinu Pescariu                   | Mariano Hood Martín Rodríguez                 | 7–6, 6–1             |
| 1997 | George Cosac (2) Miles Maclagan                  | Ionuţ Moldovan Dinu Pescariu                  | 6–4, 7–6             |
| 1998 | Juan Ignacio Carrasco Jairo Velasco, Jr.         | Tomáš Cibulec Leoš Friedl                     | 6–4, 3–6, 6–2        |
| 1999 | Andrei Pavel Gabriel Trifu                       | George Cosac Dinu Pescariu                    | 6–2, 6–2             |
| 2000 | Ionuţ Moldovan (1) Jurij Ščukin                  | Dick Norman Wolfgang Schranz                  | 6–4, 6–1             |
| 2001 | Amir Hadad Lovro Zovko                           | Ben Ellwood Kalle Flygt                       | 6–1, 4–6, 6–4        |
| 2002 | Christopher Kas Herbert Wiltschnig               | Rubén Ramírez Hidalgo Santiago Ventura        | 5–7, 6–4, 7–5        |
| 2003 | Alexander Peya Rogier Wassen                     | Leonardo Azzaro Stefano Galvani               | 6–2, 6–4             |
| 2004 | Salvador Navarro-Gutiérrez Rubén Ramírez Hidalgo | Juan Pablo Brzezicki Juan Pablo Guzmán        | 6–3, 6–2             |
| 2005 | Ionuţ Moldovan (2) Gabriel Moraru                | Melvyn Op Der Heijde Dennis van Scheppingen   | 6–1, 6–4             |
| 2006 | Lazar Magdincev Predrag Rusevski                 | Robin Haase Michal Navrátil                   | 6–4, 7–6(9)          |
| 2007 | Florin Mergea (1) Horia Tecău                    | Adrian Cruciat Marcel-Ioan Miron              | 5–7, 6–3, [10–8]     |
| 2008 | David Marrero Daniel Muñoz de la Nava            | Carlos Poch-Gradin Pablo Santos               | 6–4, 6–3             |
| 2009 | Pere Riba Pablo Santos                           | Simone Vagnozzi Uros Vico                     | 6–3, 6–2             |
| 2010 | Flavio Cipolla Daniele Giorgini (1)              | Radu Albot Andrei Ciumac                      | 6–3, 6–4             |
| 2011 | Victor Anagnastopol Florin Mergea (2)            | Dušan Lojda Benoît Paire                      | 6–2, 6–3             |
| 2012 | Marius Copil Victor Crivoi                       | Andrei Ciumac Oleksandr Nedovjesov            | 6(8)–7, 6–4, [12–10] |
| 2013 | Oleksandr Nedovjesov Jaroslav Pospíšil           | Teodor-Dacian Crăciun Petru-Alexandru Luncanu | 6–3, 6–1             |
| 2014 | Daniele Giorgini (2) Adrian Ungur                | Aslan Karacev Valery Rudnev                   | 4–6, 7–6(4), [10–1]  |